# Musée archéologique et d'art de la Maremme
Le Musée archéologique et d'art de la Maremme (Museo archeologico e d'arte della Maremma)  est un musée consacré largement aux vestiges étrusques, situé dans la ville de Grosseto en province de Grosseto (Italie).

## Description
Le musée est situé au 3, Piazza Baccarini, au centre de la ville de Grosseto. Ses 40 salles d'exposition occupent les trois étages de l'ancien palais de justice datant du XIXe siècle.

## Collections
La première partie est dédiée à la collection archéologique du chanoine Giovanni Chelli (it) (Sienne 1809 - Grosseto 1869), fondateur de la bibliothéque et du musée en 1860. 
La partie la plus intéressante de la collection est constituée par les urnes funéraires étrusques provenant de Volterra et Chiusi.
La deuxième partie est dédiée à Roselle, principal centre archéologique de la zone, une ville étrusque fondée à la fin de l'âge du fer et conquise par Rome en 294 av. J.-C.
Des nécropoles de la période archaïque proviennent des stèles de guerriers (VIe siècle av. J.-C.), du forum romain deux groupes de statues, un d'origine  publique lié au culte impérial datant environ de l'an (50 apr. J.-C. et un d'origine privée, une sorte d'auto-glorification d'une famille de rang local datant du début du IIe siècle.
De l'église paléochrétienne de Grosseto, la première et la plus ancienne cathédrale, proviennent les décorations architectoniques de l'époque carolingienne.
Le second étage conserve la documentation archéologique de la Maremme.
On y trouve un important cratere geometrico euboico provenant de Pescia Romana (env. 730 av. J.-C.), un trousseau étrusque orientalisant de Vetulonia (II Circolo delle Pellicce) et Marsiliana (Circolo degli Avori), des amphores et des ancres témoignant des trafics maritimes étrusques de la période archaïque.
La suite de la collection se rapporte à la romanisation en montrant les traces rémanentes des marques culturelles étrusques (langue, écriture, usages funéraires) à côté des innovations des conquérants romains (dépôts votifs, implantations rustiques).
La dernière salle est dédiée aux « collections ». Sous ce terme sont regroupées les pièces accumulées par Giovanni Chelli, manquant d'éléments de reconnaissance comme le lieu et le contexte de leur découverte.
Les dernières salles du musée au troisième étage sont consacrées à l'histoire de la ville de Grosseto, approfondies dans le Musée de la ville qui se situe à proximité.
Figure également une collection d'art sacré dit musée diocésain qui comporte en particulier la Madone des cerises du Sassetta.